# Buckram

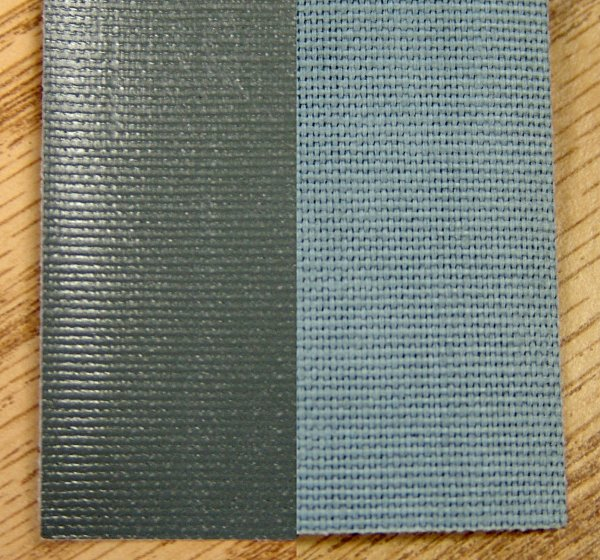
Feuilles de buckram (recto et verso).

Le buckram ou bougran, est un tissu raide en coton (parfois en lin ou en crin de cheval) à tissage ample, souvent en mousseline. Le tissu est trempé dans un agent d'encollage tel que la pâte d'amidon de blé, la colle (comme la colle PVA) ou la pyroxyline (nitrocellulose gélatinisée, mise au point vers 1910), puis séché. Une fois réhumidifié ou réchauffé, il peut être façonné pour créer un tissu ferme et durable pour les couvertures de livres, les chapeaux et les éléments de vêtements. 

## Utilisation dans les reliures
En reliure, le bougran possède plusieurs qualités intéressantes. En plus d'être très durable, le bougran ne permet pas à la colle de s'infiltrer et de provoquer une décoloration ou des taches sur les couvertures avant et arrière du livre. 
En reliure, les tissus imprégnés de pyroxyline sont considérés comme supérieurs aux tissus remplis d'amidon car leur surface est plus résistante à l'eau, aux insectes et aux champignons, et ils sont généralement plus solides. Ils s'usent bien et sont particulièrement adaptés à la reliure de bibliothèque, où de nombreuses personnes manipulent les mêmes livres de façon répétée. La pyroxyline permet également de réaliser des effets décoratifs uniques sur les couvertures de livres. Elles sont également hydrofuges et immunisées contre les attaques d'insectes et les champignons, mais elles ne s'usent pas aussi bien que les toiles imprégnées d'amidon en raison de fissures aux joints et d'un décollement occasionnel de l'enduit.

## Utilisation en chapellerie
Le bougran de chapellerie est imprégné d'un amidon qui permet de le ramollir dans l'eau, de le tirer sur un bloc de chapeau et de le laisser sécher pour obtenir une forme dure. Le bougran de chapellerie existe en plusieurs poids, y compris le bougran léger ou bébé (souvent utilisé pour les chapeaux d'enfants et de poupées), le bougran à une couche et le bougran double (également appelé bougran de théâtre ou bougran de couronne).